# Olympische Sommerspiele 2020/Radsport – Straßenrennen (Männer)
Das Straßenrennen der Männer bei den Olympischen Spielen 2020 in Tokio fand am 24. Juli 2021 um 11:00 Uhr Ortszeit (4:00 Uhr MESZ) statt.

## Das Rennen
Am Tag des Rennens herrschten hohe Temperaturen und eine hohe Luftfeuchtigkeit. Bereits früh konnte sich eine Ausreißergruppe von acht Fahrern bilden, welche zeitweise einen 20-minütigen Vorsprung auf das Verfolgerfeld hatte. Jedoch konnten die Verfolger im Laufe des Rennens wieder zu dieser Gruppe aufschließen. Auf den letzten 40 Kilometern gab es immer wieder Fluchtversuche einzelner Athleten, diese wurden aber ebenso wieder eingefangen. Bei noch 25 zu absolvierenden Kilometern schafften Richard Carapaz aus Ecuador und der US-Amerikaner Brandon McNulty es schließlich, sich länger absetzen und hatten einen Vorsprung von ungefähr 20 Sekunden auf die Verfolger. Als diese jedoch näher rückten, erhöhte der Ecuadorianer das Tempo und konnte sich von McNulty absetzen. Bis zum Ziel war Carapaz nicht mehr einzuholen und sicherte sich somit die Goldmedaille. McNulty hingegen wurde vom Hauptfeld eingeholt und auf der Zielgeraden kam es zu einem Schlusssprint mehrerer Fahrer. Bei diesem kam es vor der Ziellinie zu einem Zweikampf um Silber und Bronze zwischen Wout van Aert aus Belgien und dem Slowenen Tadej Pogačar. Nach einem Zielfoto wurde der Belgier als Zweiter ermittelt und der amtierende Tour-de-France-Sieger Pogačar gewann Bronze.
Der Favorit im deutschen Team, Maximilian Schachmann, war lange Zeit Teil der Spitzengruppe, musste kurz vor dem Ziel aber abreißen lassen. Am Ende wurde er Zehnter. Die deutsche Mannschaft musste jedoch vor dem Rennen Rückschläge verkraften. So wurde Simon Geschke positiv auf das SARS-CoV-2-Virus getestet und durfte deshalb nicht starten. Sein Zimmermitbewohner Emanuel Buchmann erhielt erst nach einem negativen Testergebnis in der Nacht die Starterlaubnis für das Rennen.

## Streckenverlauf
Das Rennen wurde vom Musashinonomori Park in Chōfu gestartet. Die Athleten mussten 234 Kilometer bis zum Ziel im Fuji Speedway zurücklegen und dabei insgesamt 4.865 Höhenmeter absolvieren. Das Rennen verlief zunächst durch die überwiegend flachen Außenbezirke von Tokio. Nach 80 Kilometern folgte ein Anstieg auf der Dōshi-Straße mit einer Gesamthöhe von 1000 Metern. Durch mehrere kleine Dörfer und dichten Wald führte der Kurs weiter zum Yamanaka-See in der Präfektur Yamanashi. Nach Überquerung des Kagosaka-Passes folgte eine 15 Kilometer lange Abfahrt. Danach folgte ein Anstieg von 14,3 Kilometer am Fuji, dem höchsten Berg des Landes. Die Steigung in diesem Teil des Kurses beträgt durchschnittlich 6,0 Prozent. Anschließend fuhren die Athleten zum Abschnitt beim Fuji Speedway. Sie durchfuhren dabei zweimal die Ziellinie und erreichten mit dem Mikuni-Pass den letzten Streckenabschnitt. Hier musste ein Anstieg mit einer Länge von 6,8 Kilometern Länge, einer Höhe von 1159 Metern und einer durchschnittlichen Steigung von 10,2 Prozent absolviert werden. An manchen Stellen besitzt dieser Streckenabschnitt über eine Steigung von 20 Prozent. Entlang des Yamanaka-Sees und über den Kagosaka-Pass führte das Rennen zum Ziel im Fuji Speedway.

## Titelträger
| Olympiasieger | Greg Van Avermaet  | Rio de Janeiro 2016 |
| Weltmeister   | Julian Alaphilippe | Imola 2020          |

## Ergebnis
24. Juli 2021, Start: 11:00 Uhr (4:00 Uhr MEZ)
| Rang                 | Athlet                     | Nation             | Zeit        |
| -------------------- | -------------------------- | ------------------ | ----------- |
| 1                    | Richard Carapaz            | Ecuador            | 6:05:26 h   |
| 2                    | Wout van Aert              | Belgien            | + 1:07 min  |
| 3                    | Tadej Pogačar              | Slowenien          | + 1:07 min  |
| 4                    | Bauke Mollema              | Niederlande        | + 1:07 min  |
| 5                    | Michael Woods              | Kanada             | + 1:07 min  |
| 6                    | Brandon McNulty            | Vereinigte Staaten | + 1:07 min  |
| 7                    | David Gaudu                | Frankreich         | + 1:07 min  |
| 8                    | Rigoberto Urán             | Kolumbien          | + 1:07 min  |
| 9                    | Adam Yates                 | Großbritannien     | + 1:07 min  |
| 10                   | Maximilian Schachmann      | Deutschland        | + 1:21 min  |
| 11                   | Michał Kwiatkowski         | Polen              | + 1:35 min  |
| 12                   | Jakob Fuglsang             | Dänemark           | + 2:43 min  |
| 13                   | João Almeida               | Portugal           | + 3:38 min  |
| 14                   | Alberto Bettiol            | Italien            | + 3:38 min  |
| 15                   | Dylan van Baarle           | Niederlande        | + 3:38 min  |
| 16                   | Daniel Martin              | Irland             | + 3:38 min  |
| 17                   | Simon Yates                | Großbritannien     | + 3:38 min  |
| 18                   | Patrick Konrad             | Österreich         | + 3:38 min  |
| 19                   | Rafał Majka                | Polen              | + 3:40 min  |
| 20                   | Gianni Moscon              | Italien            | + 3:42 min  |
| 21                   | Alexei Luzenko             | Kasachstan         | + 6:20 min  |
| 22                   | Toms Skujiņš               | Lettland           | + 6:20 min  |
| 23                   | Gorka Izagirre             | Spanien            | + 6:20 min  |
| 24                   | Damiano Caruso             | Italien            | + 6:20 min  |
| 25                   | Marc Hirschi               | Schweiz            | + 6:20 min  |
| 26                   | George Bennett             | Neuseeland         | + 6:20 min  |
| 27                   | Guillaume Martin           | Frankreich         | + 6:20 min  |
| 28                   | Primož Roglič              | Slowenien          | + 6:20 min  |
| 29                   | Emanuel Buchmann           | Deutschland        | + 6:20 min  |
| 30                   | Hermann Pernsteiner        | Österreich         | + 7:51 min  |
| 31                   | Michael Schär              | Schweiz            | + 7:51 min  |
| 32                   | Pawel Siwakow              | ROC                | + 7:51 min  |
| 33                   | Krists Neilands            | Lettland           | + 10:12 min |
| 34                   | Markus Hoelgaard           | Norwegen           | + 10:12 min |
| 35                   | Yukiya Arashiro            | Japan              | + 10:12 min |
| 36                   | Michael Kukrle             | Tschechien         | + 10:12 min |
| 37                   | Kevin Geniets              | Luxemburg          | + 10:12 min |
| 38                   | Kenny Elissonde            | Frankreich         | + 10:12 min |
| 39                   | Eder Frayre                | Mexiko             | + 10:12 min |
| 40                   | Stefan Küng                | Schweiz            | + 10:12 min |
| 41                   | Nélson Oliveira            | Portugal           | + 10:12 min |
| 42                   | Alejandro Valverde         | Spanien            | + 10:12 min |
| 43                   | Jan Polanc                 | Slowenien          | + 10:12 min |
| 44                   | Tom Dumoulin               | Niederlande        | + 10:12 min |
| 45                   | Esteban Chaves             | Kolumbien          | + 10:12 min |
| 46                   | Tanel Kangert              | Estland            | + 10:12 min |
| 47                   | Jhonatan Narváez           | Ecuador            | + 10:12 min |
| 48                   | Richie Porte               | Australien         | + 10:12 min |
| 49                   | Remco Evenepoel            | Belgien            | + 10:12 min |
| 50                   | Amanuel Ghebreigzabhier    | Eritrea            | + 10:12 min |
| 51                   | Wilco Kelderman            | Niederlande        | + 10:12 min |
| 52                   | Stefan de Bod              | Südafrika          | + 11:27 min |
| 53                   | Vincenzo Nibali            | Italien            | + 11:27 min |
| 54                   | Nikias Arndt               | Deutschland        | + 11:27 min |
| 55                   | Merhawi Kudus              | Eritrea            | + 11:27 min |
| 56                   | Anatolij Budjak            | Ukraine            | + 11:27 min |
| 57                   | Benoît Cosnefroy           | Frankreich         | + 11:27 min |
| 58                   | Tiesj Benoot               | Belgien            | + 11:27 min |
| 59                   | Alexander Wlassow          | ROC                | + 11:27 min |
| 60                   | Giulio Ciccone             | Italien            | + 11:27 min |
| 61                   | Tobias Foss                | Norwegen           | + 11:27 min |
| 62                   | Jesús Herrada              | Spanien            | + 11:27 min |
| 63                   | Polychronis Tzortzakis     | Griechenland       | + 16:20 min |
| 64                   | Murodjon Xolmurodov        | Usbekistan         | + 16:20 min |
| 65                   | Guillaume Boivin           | Kanada             | + 16:20 min |
| 66                   | Aljaksandr Rabuschenka     | Belarus            | + 16:20 min |
| 67                   | Jan Tratnik                | Slowenien          | + 16:20 min |
| 68                   | Andrey Amador              | Costa Rica         | + 16:20 min |
| 69                   | Nairo Quintana             | Kolumbien          | + 16:20 min |
| 70                   | Gregor Mühlberger          | Österreich         | + 16:20 min |
| 71                   | Lucas Hamilton             | Australien         | + 16:20 min |
| 72                   | Luke Durbridge             | Australien         | + 16:20 min |
| 73                   | Michel Ries                | Luxemburg          | + 16:20 min |
| 74                   | Gino Mäder                 | Schweiz            | + 16:20 min |
| 75                   | Nicolas Roche              | Irland             | + 16:20 min |
| 76                   | Eddie Dunbar               | Irland             | + 16:20 min |
| 77                   | Mauri Vansevenant          | Belgien            | + 16:20 min |
| 78                   | Michael Valgren            | Dänemark           | + 16:20 min |
| 79                   | Ion Izagirre               | Spanien            | + 16:20 min |
| 80                   | Lawson Craddock            | Vereinigte Staaten | + 16:20 min |
| 81                   | Sergio Higuita             | Kolumbien          | + 16:20 min |
| 82                   | Tobias Halland Johannessen | Norwegen           | + 19:46 min |
| 83                   | Andreas Leknessund         | Norwegen           | + 19:46 min |
| 84                   | Nariyuki Masuda            | Japan              | + 19:50 min |
| 85                   | Hugo Houle                 | Kanada             | + 19:50 min |
| Nicht in der Wertung |                            |                    |             |
| –                    | Eduardo Sepúlveda          | Argentinien        | DNF         |
| –                    | Wadim Pronski              | Kasachstan         | DNF         |
| –                    | Attila Valter              | Spanien            | DNF         |
| –                    | Ryan Gibbons               | Südafrika          | DNF         |
| –                    | Nic Dlamini                | Südafrika          | DNF         |
| –                    | Orluis Aular               | Venezuela          | DNF         |
| –                    | Rémi Cavagna               | Frankreich         | DNF         |
| –                    | Juraj Sagan                | Slowakei           | DNF         |
| –                    | Geraint Thomas             | Großbritannien     | DNF         |
| –                    | Maciej Bodnar              | Polen              | DNF         |
| –                    | Ilnur Sakarin              | ROC                | DNF         |
| –                    | Peeter Pruus               | Estland            | DNF         |
| –                    | Zdeněk Štybar              | Tschechien         | DNF         |
| –                    | Josip Rumac                | Kroatien           | DNF         |
| –                    | Christopher Juul-Jensen    | Dänemark           | DNF         |
| –                    | Manuel Rodas               | Guatemala          | DNF         |
| –                    | Omar Fraile                | Spanien            | DNF         |
| –                    | Christofer Jurado          | Panama             | DNF         |
| –                    | Greg Van Avermaet          | Belgien            | DNF         |
| –                    | Lukáš Kubiš                | Slowakei           | DNF         |
| –                    | Azzedine Lagab             | Algerien           | DNF         |
| –                    | Eduard-Michael Grosu       | Rumänien           | DNF         |
| –                    | Paul Daumont               | Burkina Faso       | DNF         |
| –                    | Kasper Asgreen             | Dänemark           | DNF         |
| –                    | Chun Kai Feng              | Chinesisch Taipeh  | DNF         |
| –                    | Tao Geoghegan Hart         | Großbritannien     | DNF         |
| –                    | Mohcine Elkouraji          | Marokko            | DNF         |
| –                    | Dmitri Grusdew             | Kasachstan         | DNF         |
| –                    | Patrick Bevin              | Neuseeland         | DNF         |
| –                    | Saeid Safarzadeh           | Iran               | DNF         |
| –                    | Yoeri Havik                | Niederlande        | DNF         |
| –                    | Choy Hiu Fung              | Hongkong           | DNF         |
| –                    | Royner Navarro             | Peru               | DNF         |
| –                    | Hamza Mansouri             | Algerien           | DNF         |
| –                    | Evaldas Šiškevičius        | Litauen            | DNF         |
| –                    | Moïse Mugisha              | Ruanda             | DNF         |
| –                    | Tristan de Lange           | Namibia            | DNF         |
| –                    | Onur Balkan                | Türkei             | DNF         |
| –                    | Ahmet Örken                | Türkei             | DNF         |
| –                    | Wang Ruidong               | China              | DNF         |
| –                    | Elchin Asadow              | Aserbaidschan      | DNF         |
| –                    | Simon Geschke              | Deutschland        | DNS         |
| –                    | Michal Schlegel            | Tschechien         | DNS         |